# Ieper Business Park
Het Ieper Business Park is een bedrijventerrein in het noorden van de Belgische stad Ieper. Het bedrijventerrein is zo'n 24 ha groot en is te bereiken via de Noorderring (N38), die aansluit op de autosnelweg A19. Het bedrijvenpark werd oorspronkelijk opgezet als "taalvallei", naar voorbeeld van Silicon Valley, rond taaltechnologiebedrijf Lernout & Hauspie en andere aanverwante bedrijven. Het dient nu vooral voor dienstverlenende bedrijven met maximum 30% productie.

## Historiek
Al in 1994 droomden Jo Lernout en Pol Hauspie ervan om een campus uit te bouwen rond spraaktechnologie. De campus kreeg al snel de vorm van een oorschelp als symbool voor de activiteit die er had moeten plaatsvinden. In november 1999 werd Flanders Language Valley, zoals de site toen heette, officieel geopend door prins Filip. Het was een groot project geworden met een kantoorgebouw van zeven verdiepingen waar het hoofdkantoor van L&H was gevestigd, het centrale Auris Centrum, met leslokalen en auditorium, en 18 aparte kantoormodules van zo'n 600m² waar aanverwante bedrijfjes zich konden vestigen. Daarnaast was er ook nog bouwgrond ter beschikking. Echter, een jaar na de opening van dit project ging L&H failliet en trokken de bedrijven die er gevestigd waren weg. Jarenlang stond Ieper Business Park, zoals de site sinds het faillissement heet, leeg en was er weinig tot geen activiteit. Slechts enkele bedrijven waren er gehuisvest. Onder andere de Ieperse weefgetouwenproducent Picanol had er hun kantoren in het voormalige hoofdkwartier van L&H, maar slechts vier van de achttien modules waren verhuurd. In het Auris Centrum was er enkel activiteit van Syntra en VDAB. Eind 2008 werd er uiteindelijk een koper gevonden: Punch International wilde destijds de campus uitbouwen tot een researchpark maar de crisis stak ook daar een stokje voor.

## Ieper Business Park sinds 2008
Na heel wat moeilijke jaren begon Ieper Business Park uiteindelijk toch verschillende ondernemingen aan te trekken. Picanol trok dan wel weg uit het hoofdgebouw, maar de lokale politie van Ieper trok er een nieuwbouw op, wat meteen al voor extra activiteit zorgde. In het centrale Auris Centrum kwam er, na de sluiting van een filiaal van Carestel, opnieuw een lunchbar. De stad Ieper en het OCMW vestigden zich tevens in het Auris Centrum en twee bedrijven trokken er een nieuwbouw op. De enige leegstand die Ieper Business Park momenteel  telt is het hoofdgebouw van 7 verdiepingen. Er bestaan plannen om hiervan een hotel en jeugdherberg te maken maar dit krijgt hevige weerstand van Unizo en de West-Vlaamse Intercommunale.